# خيران دل قادين أفندي
خیران دل قادین أفندي (بالتركية: Hayranıdil Kadınefendi)‏ هي زوجة السلطان العثماني عبد العزيز الأول. وُلدت في 2 نوفمبر 1846 في قارص، وتوفيت في 26 نوفمبر 1898 في أورطة كوي.

## الأبناء
- عبد المجيد الثاني
- ناظمة سلطان